# 鼠麴草
鼠麴草是菊科鼠麴草属的一种植物，又名鼠曲草、清明草等。

## 名称
“鼠曲草”一名源自《本草綱目 · 草之五》：“麴，言其花黃如曲色，又可和米粉食也。鼠耳言其葉形如鼠耳，又有白毛蒙茸似之，故北人呼為茸母。” “曲”意指该种植物花的顏色与釀酒的麴十分相似，且能加入米麵中一起食用。「鼠」则指皮色灰绿、覆有白色棉毛的葉片形似老鼠的耳朵，因此又被称为“茸母”。同时，该文献还解释了鼠曲草其它的别名：“今淮人呼為毛耳朵...山南人呼為香茅...江西人呼為鼠耳草也...徽人謂之黃蒿。”
鼠曲草在东亚各地文化中被用于食用和药用，因此别名众多，包括清明菜（江浙、潮汕）、田艾、佛耳草、母子草、黃花麴草、米麴、鼠耳、水腻子（湖南）、棉子菜（四川）、黃蒿、黃花艾、毛耳朵、無心草、水蟻草、金錢草、追骨风等。
台湾原住民语言中，泰雅語称鼠鞠草为Putton，排灣語称Zyakarukaru。
日文旧时称鼠鞠草为“御形(ごぎょう)”，现代也称“ハハコグサ”（母子草）。

## 形態
二年生（越年生）草本，一般株高10至15公分，但最高可达40公分，通体除花外密生灰白色绵毛。
莖
主干直立，常在基部分枝，呈放射狀自下部斜升。节间长0.8至2公分，上部逐渐缩短。
叶
互生，稍肉質，無柄，下部葉比上部葉小；葉片约長2至7公分，寬0.5至1公分，匙形或倒披針形，先端圓形，葉基狹窄下延，全緣。
花
多于初春至清明（一月至四月）开放。頭狀花序呈繖房狀密生于顶端，具短梗或無梗，每枚头状花序直径仅1至1.5公分。
總苞長約0.3公分，寬約0.35公分，呈球狀鐘形。總苞片三輪，鮮黃色，外層闊卵圓形，總苞片長橢圓形，先端鈍。
每个头状花序内分为单性花（雌性；外围）和两性花（中央），均为管狀花，不具舌狀花。单性花花冠長 0.15~0.2 公分；兩性花長約 0.2 公分。
果實
细小繁多，类型为瘦果，長仅0.05公分，長橢圓形，扁平，表面具乳突；冠毛長 0.2~0.25 公分，纖細，白色至淡黃色，可通过风传播。

## 特性
鼠鞠草適應较强，尤其能在各种降水模式的气候下生存，抗旱能力优秀。因常生长于在田間耕地中，被认为會與農作物竞争養分，因而常被視為雜草。
鼠麴草同时也為蜜源植物，可吸引昆蟲。姬紅蛺蝶的幼蟲會啃食幼嫩莖葉，幼蟲結蛹時會吐絲將整個葉片包裹。

## 分佈
本物種分佈於朝鲜、中南半岛、菲律宾、印度尼西亚、印度、台灣、日本以及中国大陆的华南、西北、华东、华中、华北、西南等地，生长于海拔100米至3,750米的地区，多生长在低海拔干地和湿润草地上。
台灣多生長在中低海拔山區至平地、田野、荒地、路旁（於海濱至海拔2700公尺以下的開闊地區）。

## 用途
鼠鞠草在东亚常用于制作多种春季时令食物，在传统医学及民间偏方中被认为有多种功效，干燥后也可制成干花。

## 食用
汉族文化食用鼠鞠草的历史可追溯至南北朝时期。南朝《荆楚岁时记》便记载了一种以鼠鞠草为原料、名为“龙舌䉽”的食物：“三月三日...取黍麴菜汁作羹，以蜜和粉，謂之龍舌䉽，以厭時氣” 鼠鞠草的嫩莖葉及幼苗可直接以沸水燙熟、沾各種調味料食用，也可用於製作鼠麴粿、草仔粿、青团等食物。鼠鞠草制成的糕点粿皮呈绿色，具有该植物特有的香气和微苦，时令性强，常于清明节前后食用，故鼠鞠草又被称作“清明草”。將鼠麴草嫩莖葉及幼苗洗淨後搗碎，沥干水分后加入糯米粉漿團中，包入馅料蒸熟即可食用，有时茎叶搗汁前也会加糖，或与其花同煮制。潮汕、福建等中国南方地区用鼠曲草和大米浆制成的毛香粑用于食用及祭祀，传统上可制成龟粿和桃粿两种形状，前者用于祈寿，后者用于消灾。湖南有将鼠鞠草茎叶汁和糯米粉、粘米粉揉成圆面饼后煎制的食法，类似糖油粑粑。
日本也有食用鼠鞠草的习俗，传统上将其与其它六种早春萌发的植物与大米同熬成七草粥。该习俗可能起源于中国南方，在《荊楚歲時記》中也有记载：“正月七日為人日，以七種菜為羹”。也有将鼠鞠草汁和糯米粉做成草餅（也称“母子餠”，被用于庆祝三月的女儿节）、草団子的食法。
鼠鞠草忌与高纖維食物同食。因为鼠麴草本身就是高纖維食物，若是再搭配其他高纖維食物大量同吃，則會增加消化難度，進而出現腹脹、消化不良等症狀。過敏者、腹瀉者、腸胃疾病者、低血壓禁食。另外，鼠麴草多生長于田野鄉間，生境有时靠近工廠和被汙染過的河流，其根部在從地下吸收水份和營養物質時，可能會把土壤中的重金屬等有害物質吸入植株內，食用此生長環境的鼠麴草可能会導致人體出現腹瀉、腹痛等食物中毒的現象。

## 药用
中国传统医学及民间偏方认为鼠鞠草全草可入藥。其性味味甘、微酸，性平，具有止咳平喘、袪風利溼、降血壓、潤腸通便、提高視力、涼血解毒、消炎殺菌、美容養顏、化痰、降血壓、之效用，可治咳嗽痰多、氣喘、感冒風寒、筋骨痛、癰瘍等。春季開花時鮮品隨採隨用，也可採收去盡雜質后曬乾，便可长期儲藏于乾燥處。
全草含5%黃酮苷、0.05%揮發油、微量生物鹼及甾醇、非皂化物、維生素B、胡蘿蔔素、樹脂等，花含木犀草素-4'-β-D-葡萄糖苷 (luteolin-4'-β-D-glucoside)。

## 種植
种植鼠曲草的理想溫度为20-32°C。宜每週澆水。
在生長季節期間，可使用平衡配方的肥料為鼠麴草施肥。開花前需使用高氮肥料。每月用稀釋的溶液施肥，並專注於根部周圍，避免在休眠期施肥，並確保土壤良好排水以防止過度施肥。施肥时应使用手套，並儘量減少肥料的流失。 
鼠麴草喜濕度中等且排水良好的土壤。種子应播于土表，輕輕壓入基質中，以保证光线充足；持續噴霧有助於建立根系，提高繁殖成功率。

## 外部連結
- 鼠麴草 Shuqucao （页面存档备份，存于） 藥用植物圖像數據庫 (香港浸會大學中醫藥學院) （繁體中文）（英文）
- 鼠麴草的图片[]
- 鼠麴草 （页面存档备份，存于）
- 藥用植物主題館 （页面存档备份，存于）
- 養生百科書 （页面存档备份，存于）
- 農業主題館 原生野花 鼠麴草 （页面存档备份，存于）
- 農業主題館 藥用植物主題館 鼠麴草 （页面存档备份，存于）
- Pictures This 鼠麴草 （页面存档备份，存于）
- 鼠麴草 【本草綱目】

## 延伸阅读
[在维基数据编辑]
 《欽定古今圖書集成·博物彙編·草木典·鼠麴部》，出自陈梦雷《古今圖書集成》
 《植物名實圖考·鼠麴草》，出自吳其濬《植物名實圖考》